# یامانه
یامانه شهری در شهرستان پا در استان باله در بورکینافاسوی جنوبی است و جمعیت آن ۱۸۲۰ نفر است.